# Monumento a los Héroes de Puente Sampayo
El Monumento a los Héroes de Puente Sampayo es un monumento y conjunto escultórico creado por el escultor Julio González Pola, situado en la ciudad española de Pontevedra.
Se encuentra en los jardines de la plaza de España y fue inaugurado el 27 de agosto de 1911. El monumento conmemora el coraje del pueblo pontevedrés liderado por el oficial Pablo Morillo y su triunfo sobre las tropas napoleónicas del mariscal Michel Ney, liberando a Pontevedra de la ocupación del ejército francés los días 7 y 8 de junio de 1809.

## Historia
El parlamentario gallego Eduardo Vincenti Reguera y el Centro Gallego de Madrid fueron los principales actores en la creación del monumento.El proyecto de Julio Gonzalez Pola se presentó en febrero de 1909 en la "Revista de Municipios". El 9 de febrero de 1909, el Ayuntamiento de Pontevedra acordó conceder una subvención de 500 pesetas y, posteriormente, autorizó la aportación de la piedra de granito que soporta las figuras. También apoyaron esta iniciativa Javier Puig Llamas, alcalde de Pontevedra en aquel momento, Aníbal Morillo y Pérez IV Conde de Cartagena (descendiente de Pablo Morillo) y Eugenio Montero Ríos, presidente del Senado, que se encargó de la concesión del bronce para el mismo. Todas estas autoridades pronunciaron sendos discursos en la inauguración del monumento, el 27 de agosto de 1911.
El gobierno del rey Alfonso XIII, resolvió que se entregasen al ayuntamiento de Pontevedra 15 toneladas del bronce necesario para la escultura, y concedió también una medalla conmemorativa de la batalla de Puente Sampayo. También se atestiguó la contribución de numerosos particulares a la financiación del monumento. Los grupos de bronce se fundieron en los talleres de Masriera de Barcelona.
El monumento estaba rodeado por una fuente monumental construida en 1983, que fue retirada en 2009 para devolver al monumento y su entorno su diseño espacial original.

## Descripción
Este grupo escultórico pertenece al movimiento español de escultura conmemorativa de principios del siglo XX.
El grupo mide ocho metros de altura. Consta de varias figuras de bronce sobre un pedestal de granito que representan a un grupo de campesinos, soldados y estudiantes encabezados por el oficial Pablo Morillo, sosteniendo una bandera en los momentos finales de la batalla.
En la parte central del monumento, una figura femenina (que representa a Galicia y a la patria) apoya la mano sobre un escudo con las armas de España y extiende el brazo para invitar al combate. En la parte superior, la figura del oficial Pablo Morillo anima al combate con espada. Junto a él, un campesino, un estudiante, un soldado y otro combatiente herido representan la resistencia del pueblo frente al invasor. Detrás de ellos está la bandera y junto a ella un cañón.
En las esquinas de la parte inferior del monumento se encuentran los cuatro escudos de las provincias gallegas. La construcción central de granito simboliza uno de los pilares del puente Sampayo, donde tuvo lugar la mayor parte de la batalla y que fue destruido tras la misma.
| En la parte posterior, el cuerpo central de granito presenta la siguiente inscripción en letras de bronce : LOS HÉROES DE PUENTESAMPAYO ACAUDILLADOS POR MORILLO Y debajo : PRIMER CENTENARIO 1909 En el lado derecho hay otra inscripción tallada en la piedra que dice: JULIO G POLA – ESCULTOR | En la esquina izquierda del conjunto figura la siguiente inscripción: ERIGIDO POR SUSCRIPCIÓN POPULAR A INICIATIVA DEL CENTRO GALLEGO DE MADRID PRESIDIDO POR EL EXCMO. S. D. EDUARDO VICENTI Y REGUERA Y SIENDO ALCALDE DE PONTEVEDRA D. JAVIER PUIG LLAMAS Y GOBERNADOR DE LA PROVINCIA D. JOSÉ BOENTE SEQUEIROS |

## Galería de imágenes

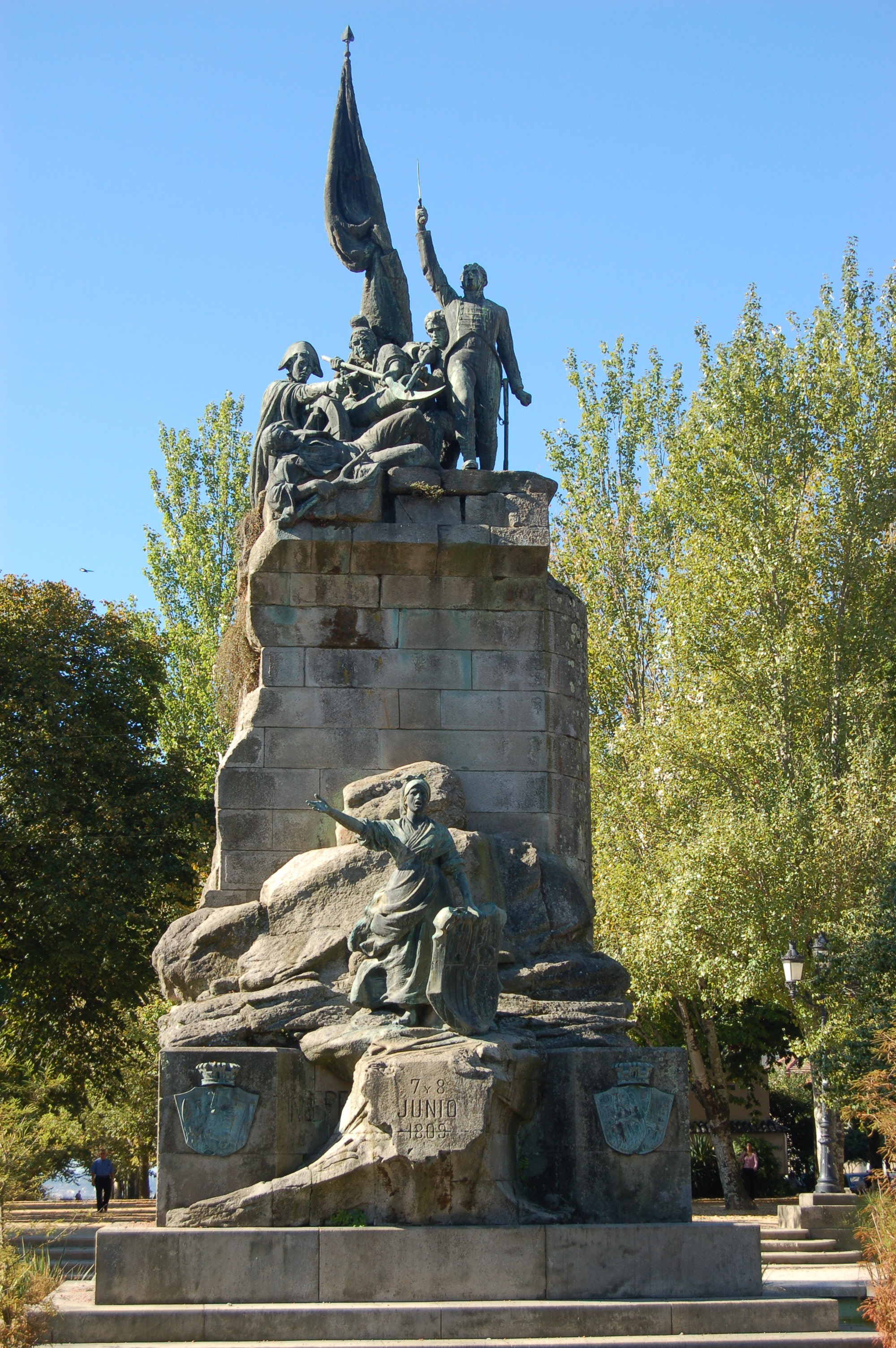
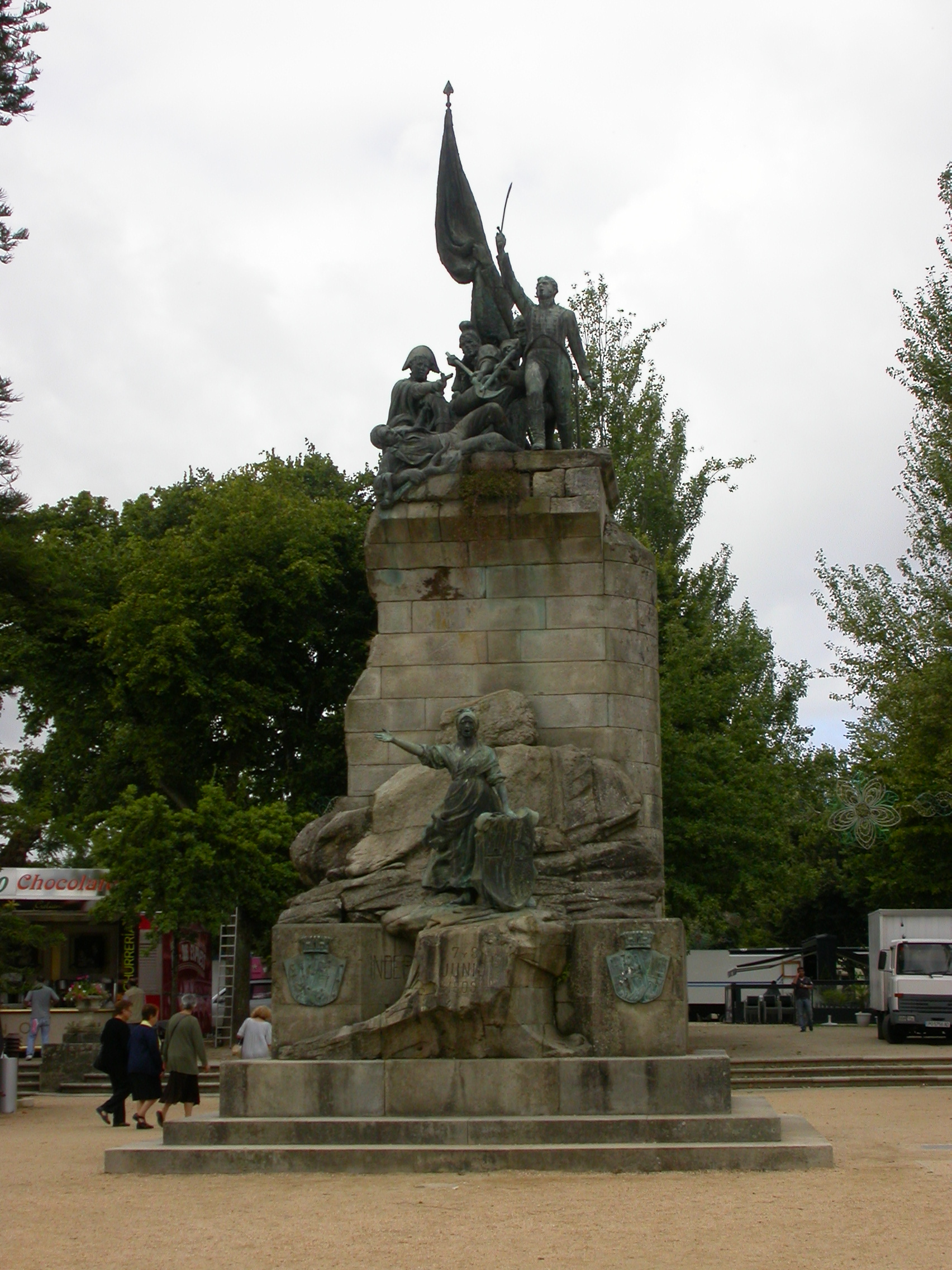
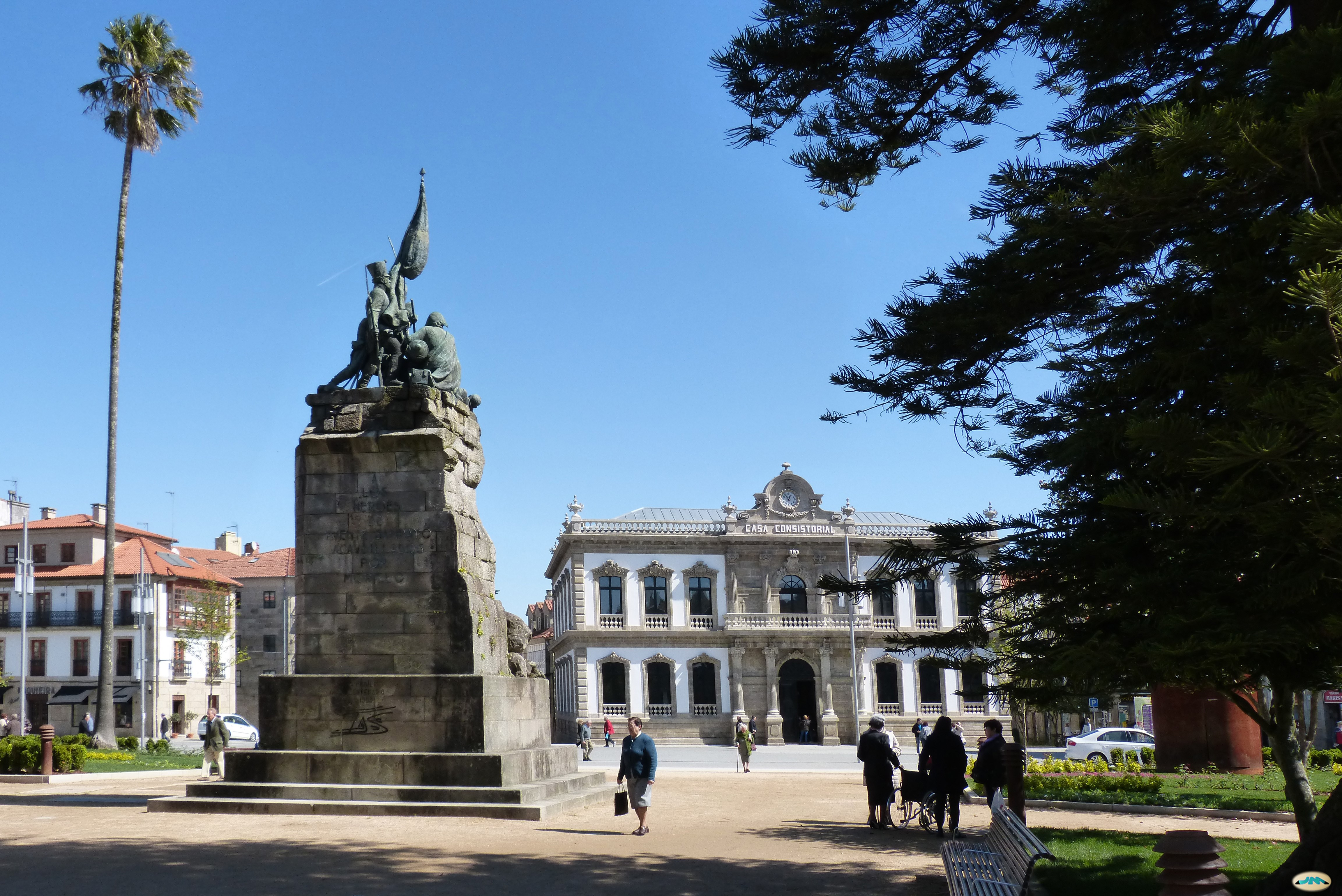
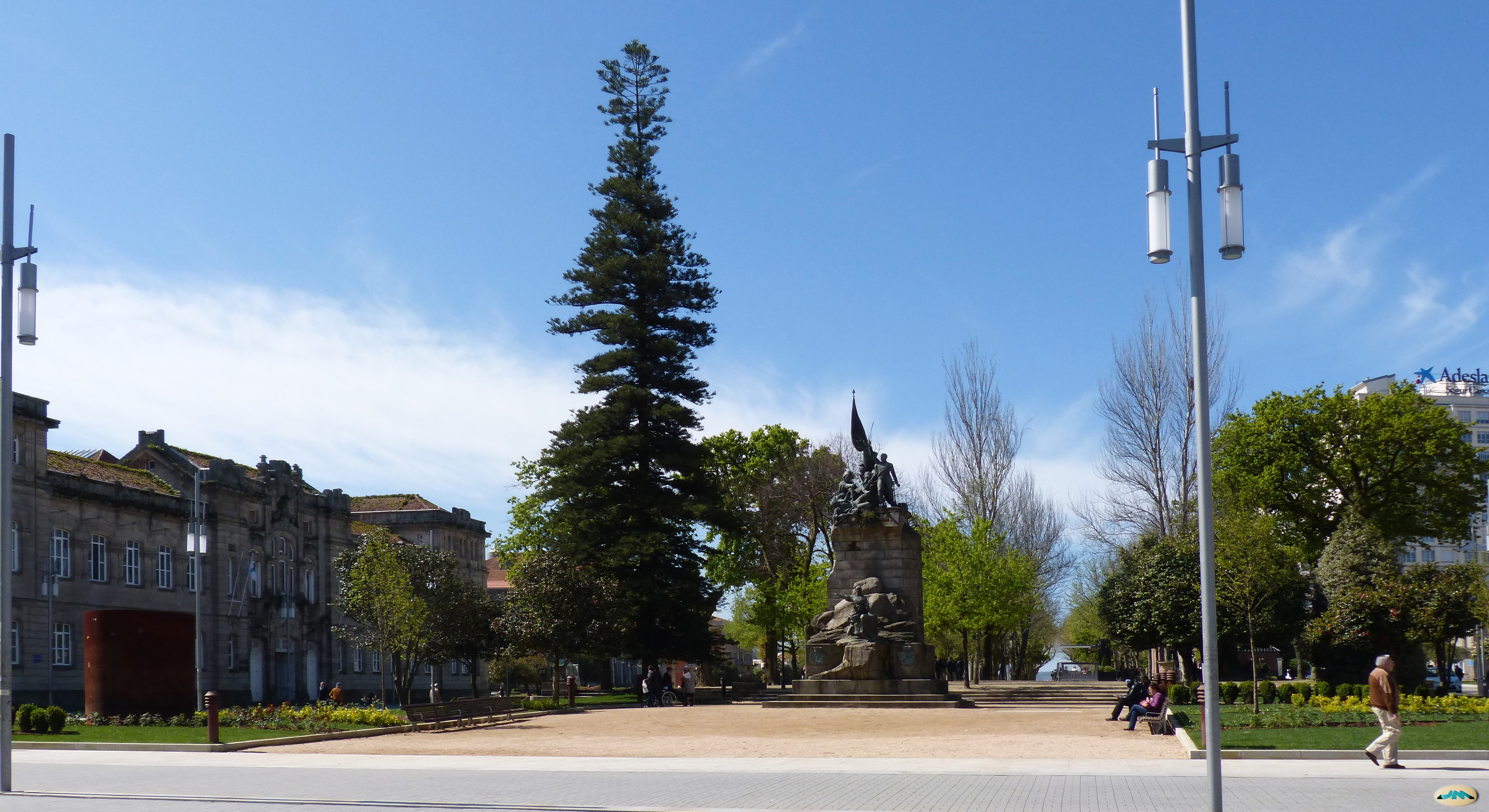
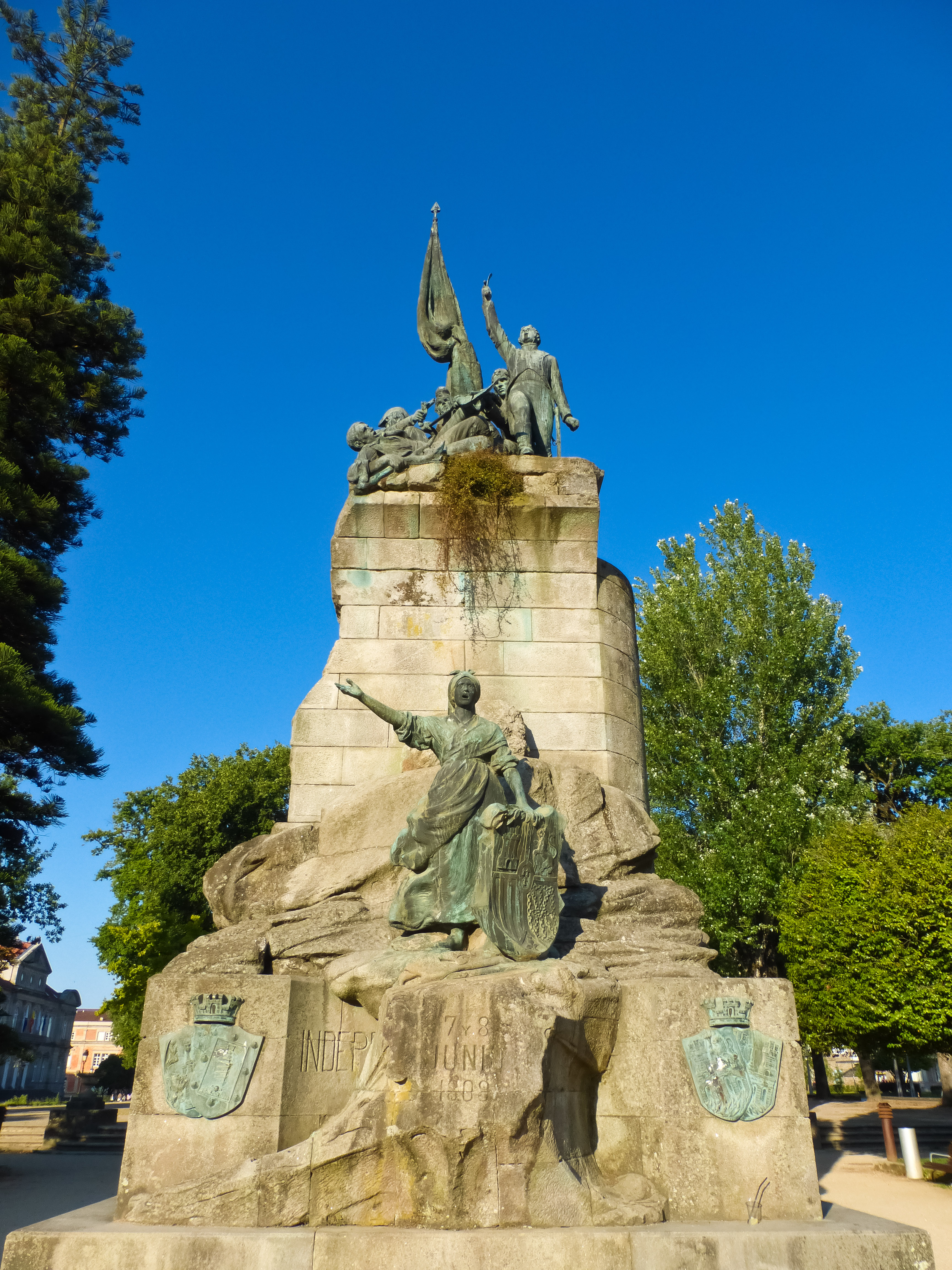
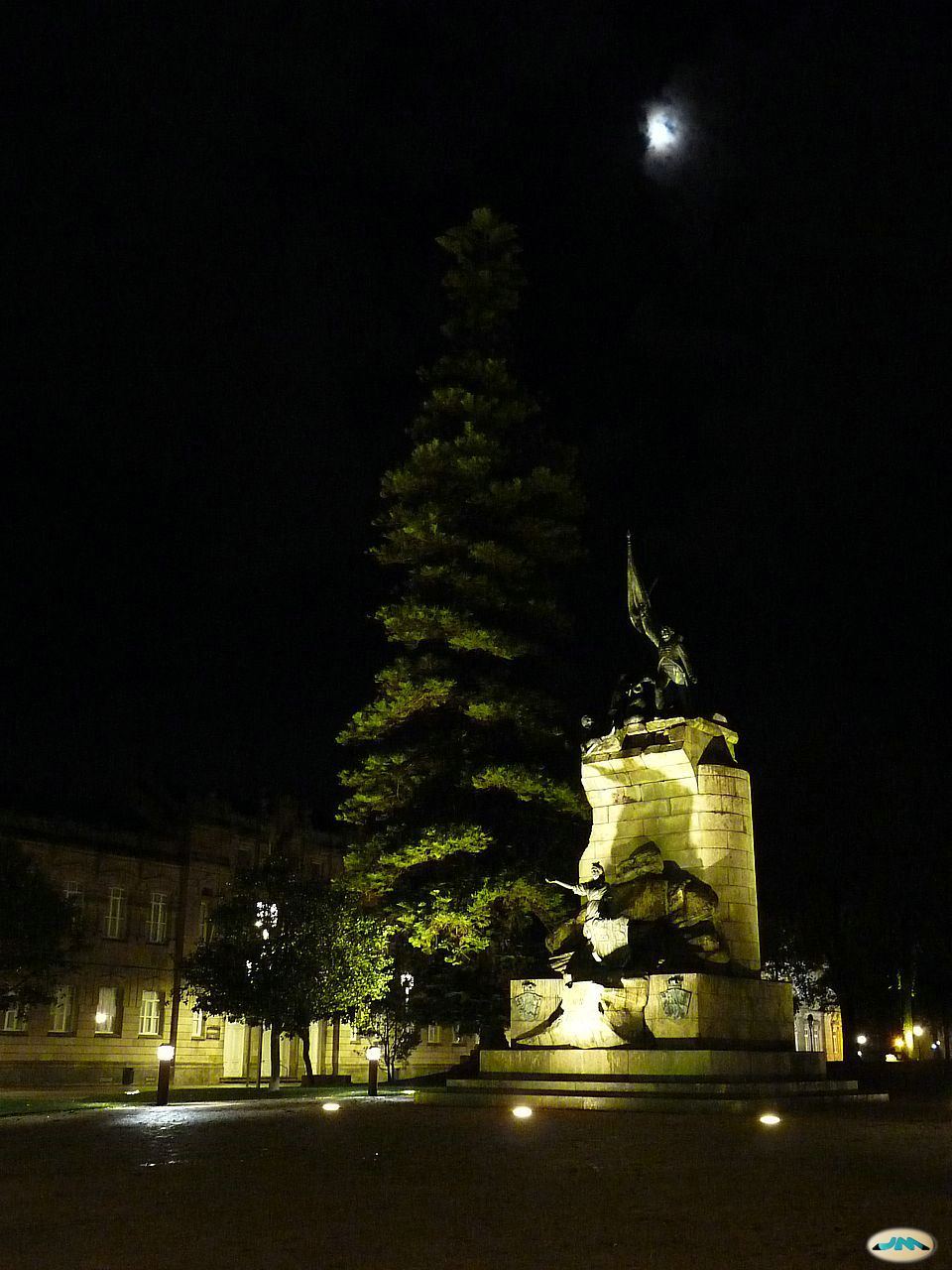
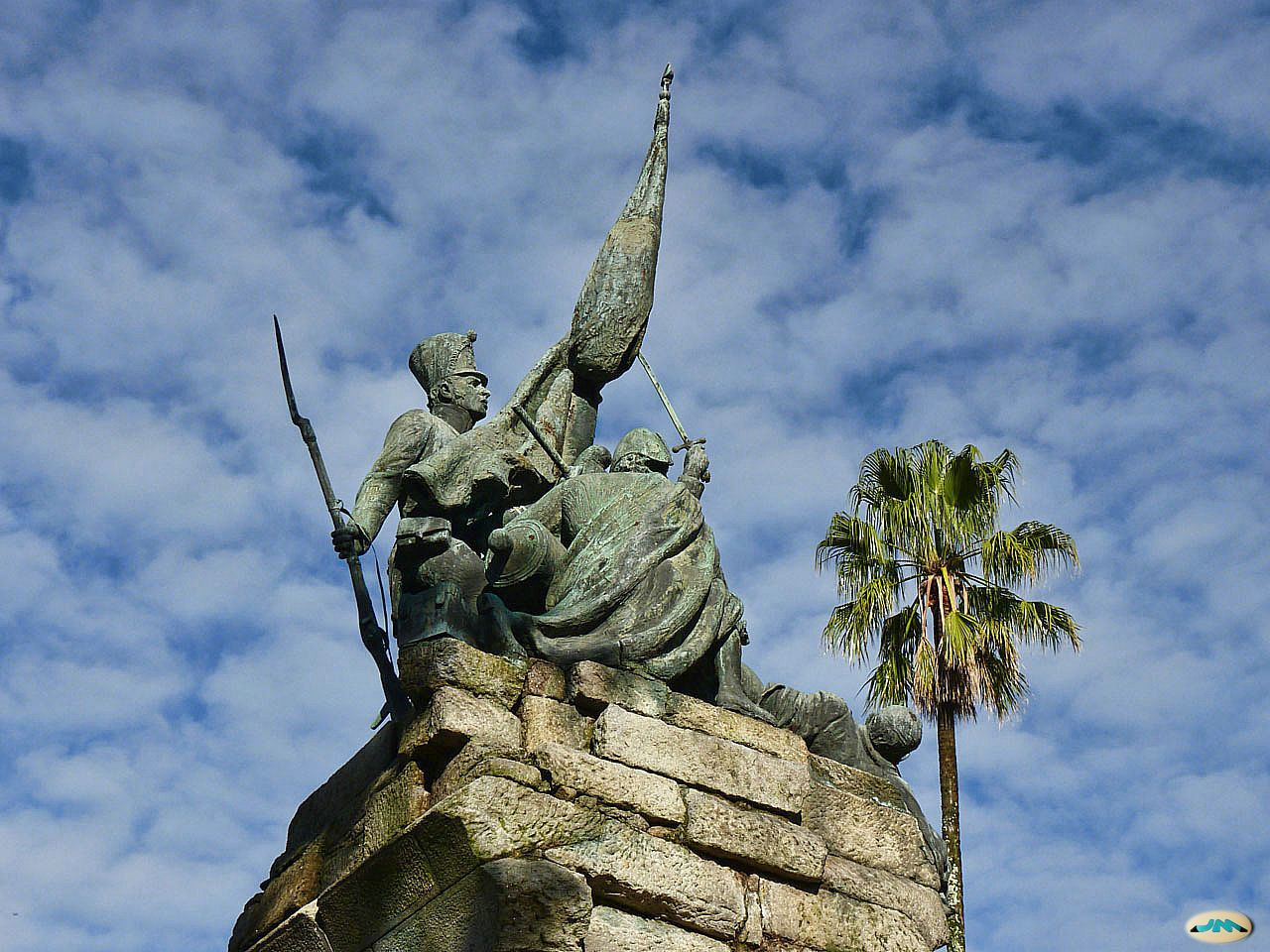
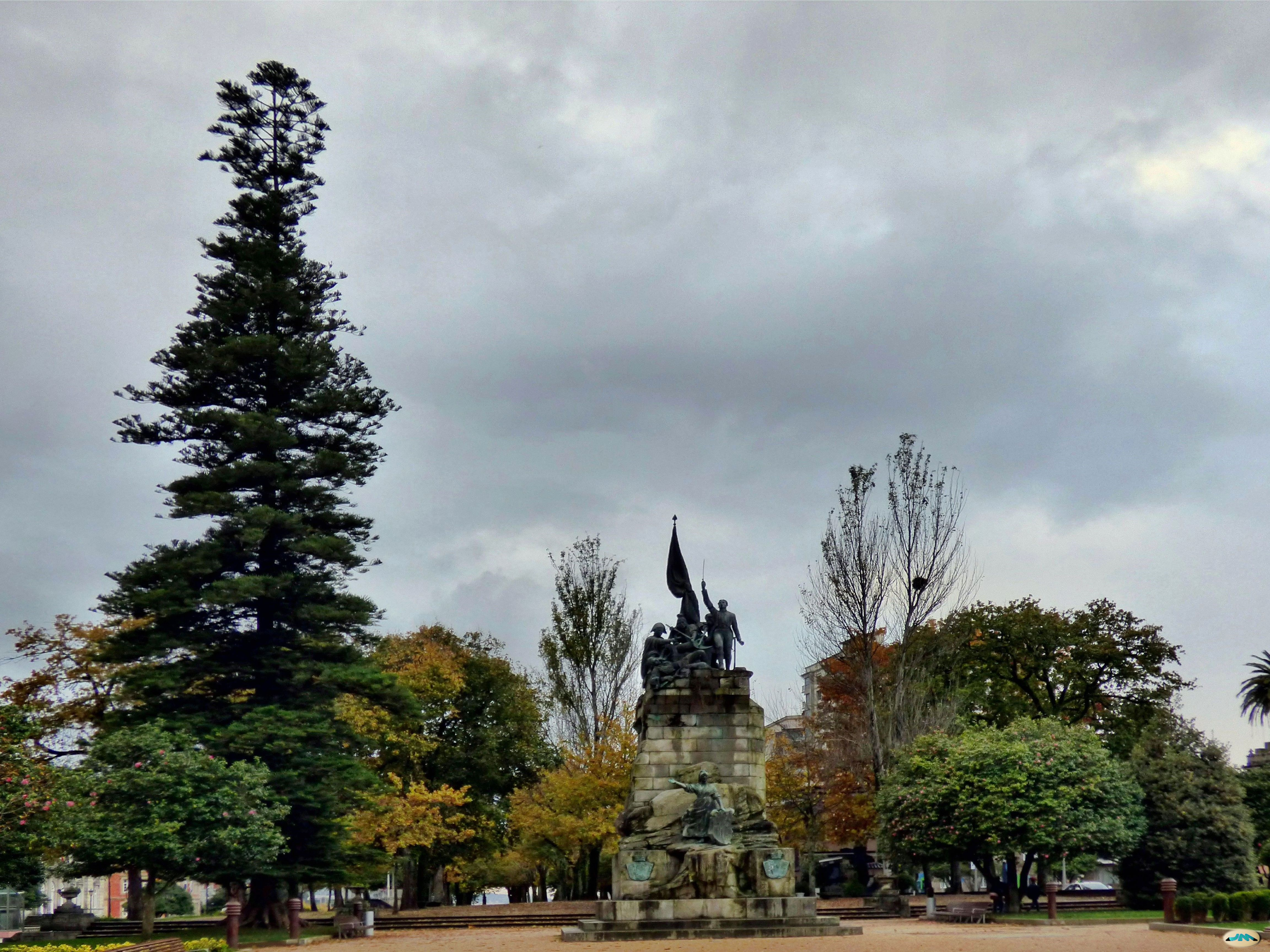
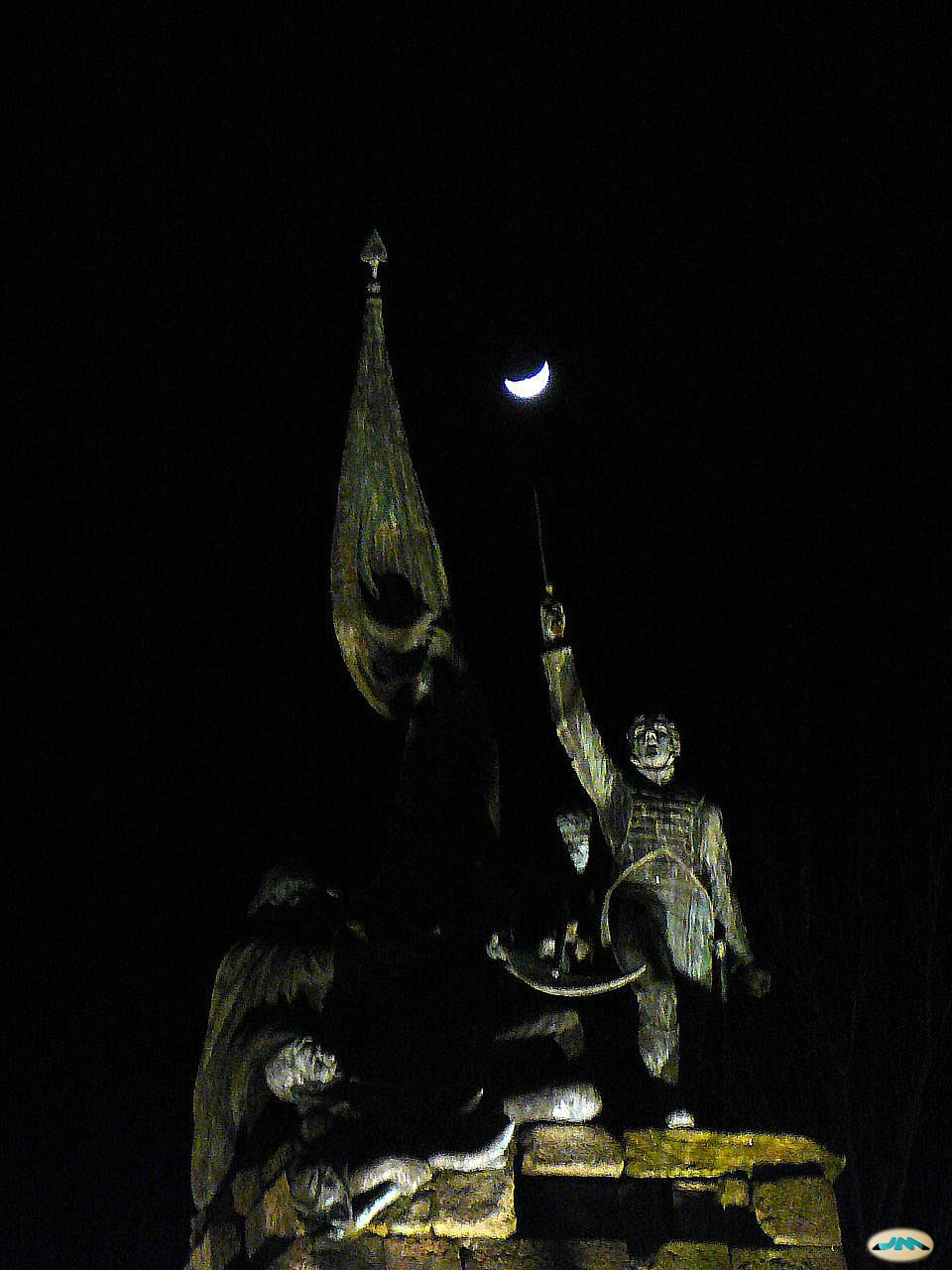
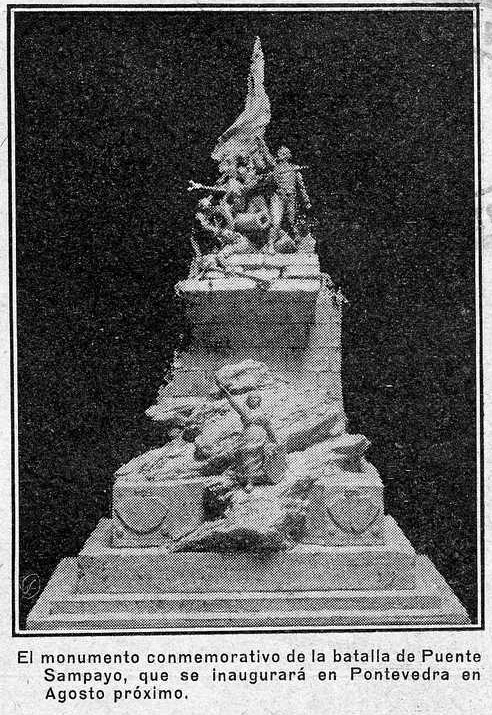
Boceto 1910
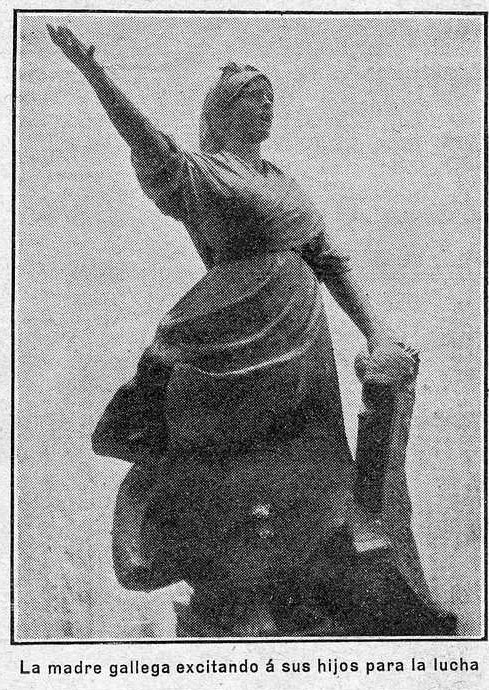
Boceto 1910
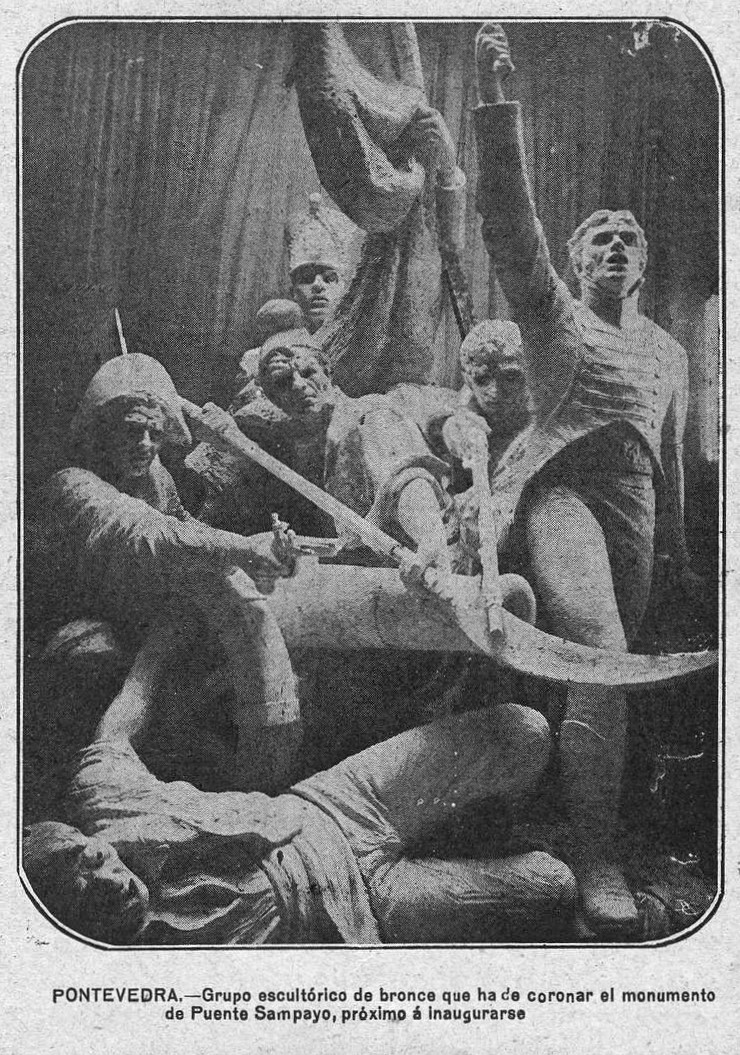
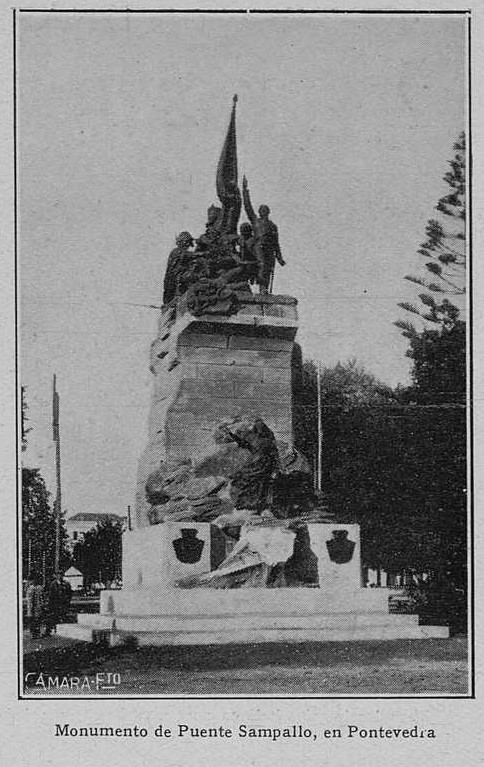
Monumento en 1929